# Wolica (Warszawa)

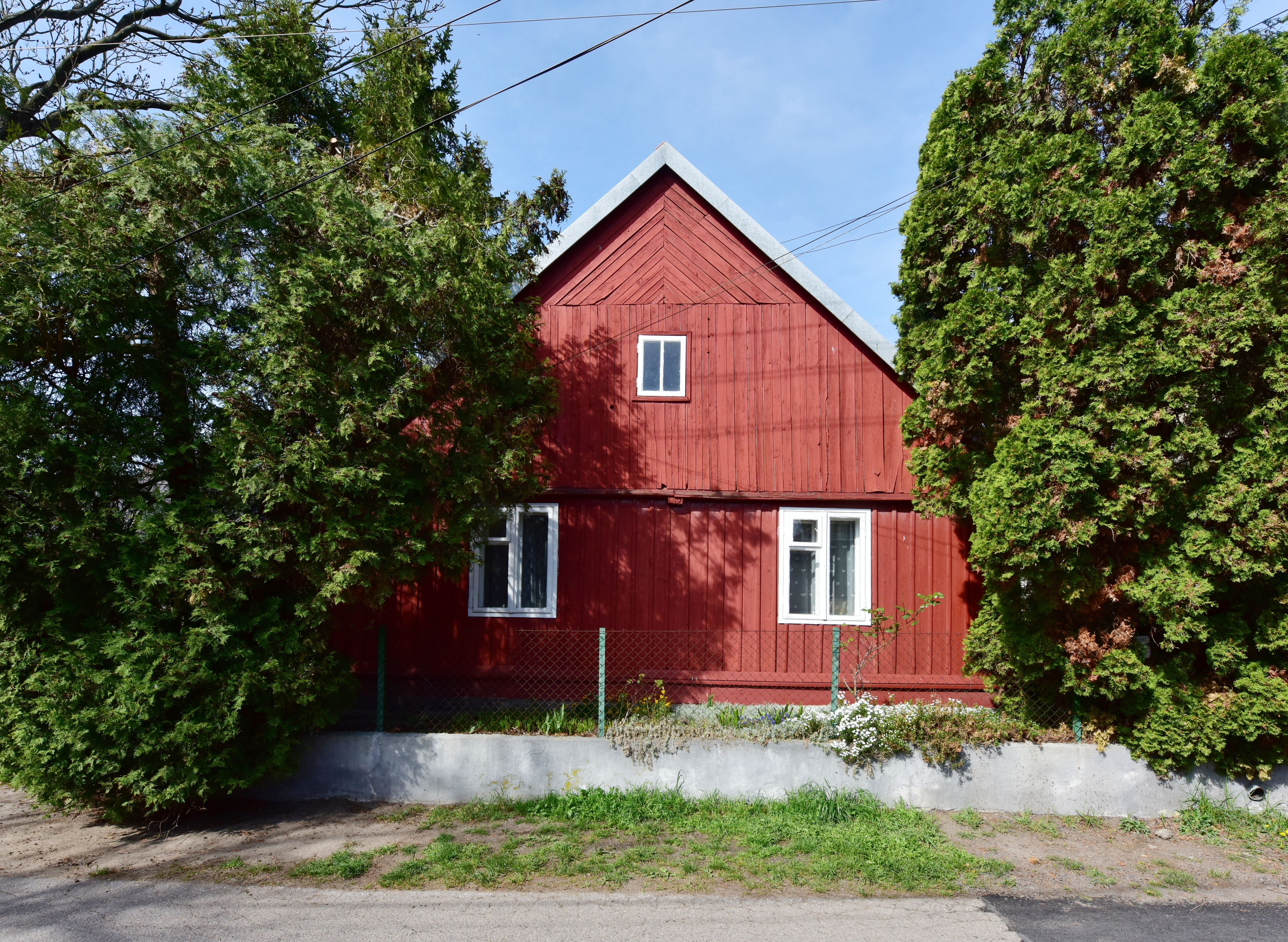
Dom przy ul. Kokosowej 27/29, najstarszy zachowany dom dawnej wsi Wolica

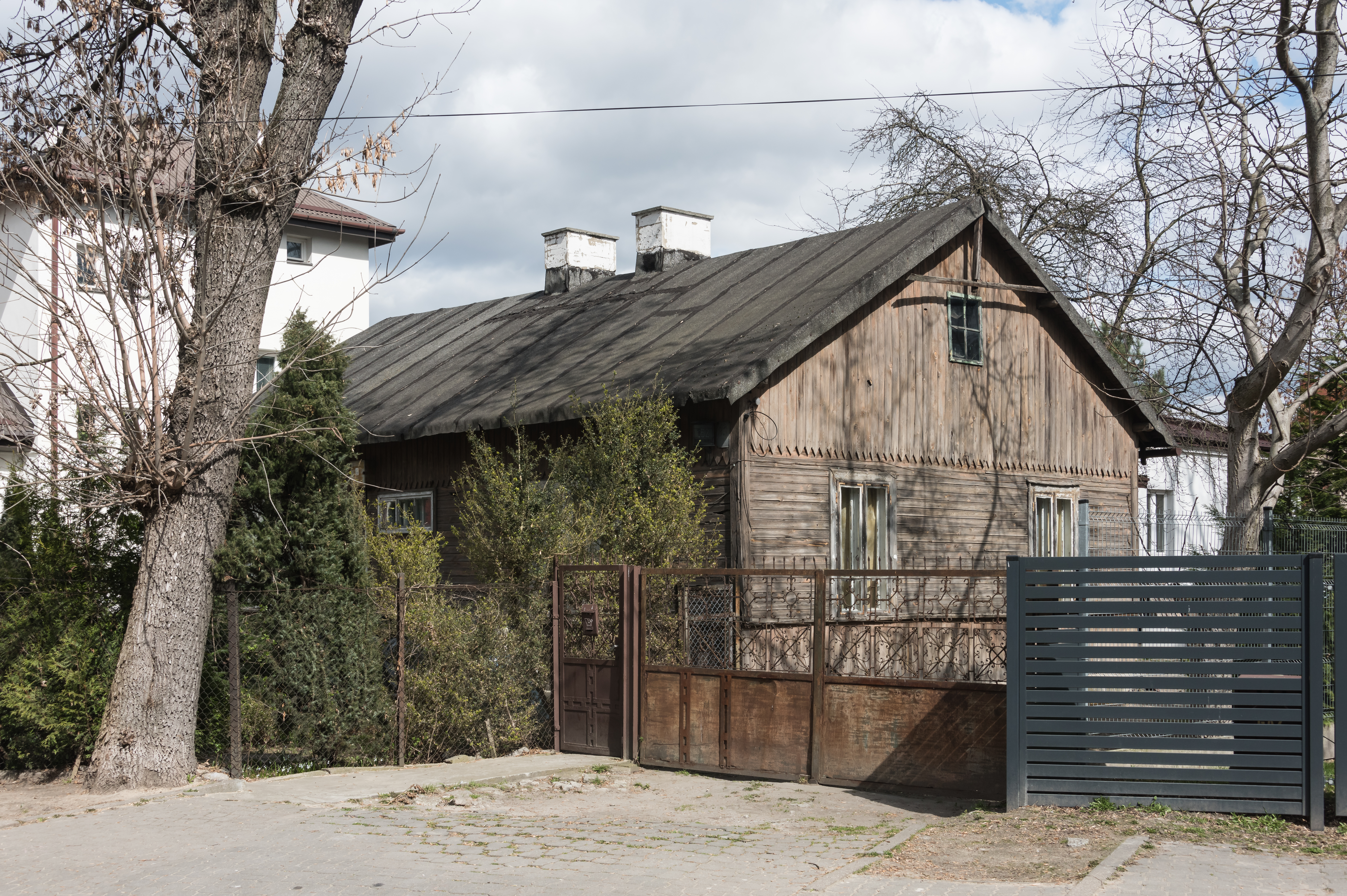
Dom przy ul. Nowoursynowskiej 152

Wolica – dawna wieś, obecnie część warszawskich dzielnic Ursynów i Wilanów.

## Historia
Wolica, pierwotnie Wola Służewska,  została założona prawdopodobnie w drugiej połowie XIV wieku. Pierwsza wzmianka o wsi Sluzevska Vola pochodzi z 1424 roku. Nazwa Wolica ma charakter kulturowy i taką samą genezę jak nazwa Wola (od pierwszej połowy XIII wieku wolami określano wsie, którym przysługiwały specjalne swobody, np. były zwalniane z podatków). Wskazuje, że została założona w celu ściągnięcia tam osadników ze zwolnieniem na pewien czas od świadczeń. Wieś powstała na terenie parafii św. Katarzyny.
W XV wieku Wola Służewska była wsią szlachecką, położoną przy trakcie prowadzącym do Czerska (jego fragment stanowi obecna ul. Nowoursynowska). W 1528 roku liczyła 5 łanów (około 85 ha) i należała do rodu Wierzbów. Na przełomie XVI i XVII wieku liczyła 4,5 łanów (około 76 ha) i należała do Służewskich i Dąbrowskich. W 1580 roku wieś szlachecka Wolica Służewska znajdowała się w powiecie warszawskim ziemi warszawskiej województwa mazowieckiego.
W  1725 roku część Wolicy należącą do Dąbrowskich, wraz z Moczydłem zakupiła Elżbieta Helena Sieniawska i włączyła do dóbr wilanowskich. Po jej śmierci w 1730 roku część Wolicy, która należała do F. Bogusławskiego, zakupiła jej córka Zofia z Sieniawskich Denhoffowa.
W 1775 roku na terenie Wolicy znajdowało się 15 domów, a w 1827 roku było ich 13. W 1827 roku Wolica liczyła 177 mieszkańców. W 1864 roku uwłaszczono 30 gospodarstw rolnych, które zajmowały około 178 ha, a wieś włączono do gminy Wilanów. W 1905 roku Wolica liczyła 34 domy i 478 mieszkańców, zaś w 1912 roku – 481 mieszkańców. Uprawiano 180 ha ziemi dworskiej (jej właścicielami byli Braniccy) i tyle samo ziemi chłopskiej. Z powodu żyzności gleb często uprawiano warzywa, m.in. cebulę i rzodkiewkę. W 1921 roku Wolica liczyła 40 domów i 336 mieszkańców.
W 1908 roku Wolica, w tamtym czasie w większości drewniana, z budynkami krytymi strzechą, spłonęła. Według innych źródeł wydarzyło się to w roku 1900. Pożar wybuchł w niedzielę, podczas nieobecności większości mieszkańców wsi, którzy byli wtedy na mszy w kościele św. Katarzyny. Z pożaru ocalały dwa domy. Większość budynków wzniesionych po 1908 roku była murowana.
W okresie międzywojennym w Wolicy było ok. 180 ha ziemi dworskiej i zabudowania folwarczne. W czasie okupacji niemieckiej w zabudowaniach folwarcznych stacjonowali Niemcy.
W 1948 roku uruchomiono linię autobusową nr 104, łączącą Dworzec Południowy z Wolicą. Jej trasa kończyła się pętlą przy ul. Nowoursynowskiej. W 1949 wieś zelektryfikowano. Po przyłączeniu w 1951 roku terenów obecnego Ursynowa do Warszawy, właścicielem części gruntów w Wolicy stała się w 1956 roku Szkoła Główna Gospodarstwa Wiejskiego (SGGW). Powstało tam m.in. pole doświadczalne Katedry Genetyki Hodowli i Biotechnologii Roślin SGGW. W latach 50. w miejscowości powstał klub piłkarski Kolejarz Wolica.
Wolica uznana została za teren porolniczy, przeznaczony do zabudowy. W 1982 roku opublikowano Perspektywiczny plan ogólny zagospodarowania przestrzennego m.st. Warszawy, w którym znalazł się zapis o zakazie wydawania zezwoleń na stawianie nowych budynków, m.in. w Wolicy. Mieszkańcy mogli jedynie remontować stare budynki i je rozbudowywać. W latach 70., 80. oraz na początku 90. na gruntach dawnej wsi zaczęły powstawać nowe osiedla mieszkaniowe tzw. Wysokiego Ursynowa. Właściciele nieruchomości, na których powstały, zostali wywłaszczeni za niewielkim odszkodowaniem, na początku lat 70. były to niecałe 3 złote za metr kwadratowy ziemi (dla porównania kilogram cukru kosztował wtedy 10 złotych). Od lat 90. wśród starych zabudowań mieszkalnych i gospodarczych wsi Wolica zaczęły powstawać nowe wille i szeregowa zabudowa wielorodzinna. W 1990 roku linię nr 104 wycofano z Wolicy i skierowano ul. Rosoła na Kabaty, a w 1993 zlikwidowano.
W 2001 roku na terenie Wolicy została erygowana parafia bł. Edmunda Bojanowskiego. Kościół stanął na tzw. górce − centralnym miejscu wsi, w którym dawniej m.in. organizowane były potańcówki i grano w piłkę nożną. Ze skarpy można było dostrzec pałac w Wilanowie. W 2017 roku z dawnej zabudowy wsi pozostało kilka domów. Najstarszy przy ul. Kokosowej 27/29 został wybudowany w 1897 roku i znajduje się w gminnej ewidencji zabytków. 
Najstarsi mieszkańcy dawnej wsi do dziś identyfikują się jako woliczanie.